# Hesperocyclops venezuelanus
Hesperocyclops venezuelanus – gatunek widłonoga z rodziny Cyclopidae. Nazwa naukowa tych skorupiaków została opublikowana w 1992 roku przez zespół zoologów w składzie: Giuseppe Lucio Pesce i Diana Paola Galassi.